# Ixtapaluca
Ixtapaluca – miasto w środkowym Meksyku, w stanie Meksyk. Liczy 357 600 mieszkańców (1 lipca 2014 roku).